# Фрей, Эмиль (политик)
Эмиль Йоханн Рудольф Фрей (нем. Emil Johann Rudolf Frey; 24 октября 1838 года, Арлесхайм, кантон Базель-Ланд, Швейцария — 24 декабря 1922 года, там же) — швейцарский политик, дипломат, президент. Член Радикально-демократической партии.

## Биография
Фрей родился в семье известного либерального политика Эмиля Ремигиуса Фрея. Он изучал сельскохозяйственные науки в Йенском университете. В декабре 1860 года переехал в США. В следующем году там вспыхнула гражданская война и Фрей вступил добровольцем в армию юнионистов. Во время битвы при Геттисберге он попал в плен к конфедератам, после чего провёл полтора года в Ричмонде в качестве военнопленного.

После гражданской войны, Фрей героем вернулся в Швейцарию и занялся политикой. С 1866 по 1872 год он был членом кантонального правительства Базель-Ланда. В 1870 году женился на Эмме Клосс (1848—1877), которая родила ему пятерых детей.

В 1872 году Фрей был избран в Национальный совет. С 1882 по 1888 год был первым послом Швейцарии в США. 11 декабря 1890 года он был избран членом Федерального совета Швейцарии и возглавлял в нём военный департамент.
- 7 декабря 1875 — 25 марта 1876 — президент Национального совета парламента Швейцарии.
- 11 декабря 1890 — 11 марта 1897 — член Федерального совета Швейцарии.
- 1 января 1891 — 31 марта 1897 — начальник военного департамента (министр).
- 1 января — 31 декабря 1893 — вице-президент Швейцарии.
- 1 января — 31 декабря 1894 — президент Швейцарии.

11 марта 1897 года вышел в отставку. В тот же день был избран директором Международного телеграфного союза и был им до 1921 года.
Он был масоном, членом базельской масонской ложи «Zur Freundschaft und Beständigkeit» находившейся под юрисдикцией Великой швейцарской ложи Альпина.